# Каннский кинофестиваль 1996
49-й Каннский фестиваль проходил с 9 по 20 мая 1996 года. Председателем жюри был американский кинорежиссёр Фрэнсис Форд Коппола. Участие в конкурсе принимало 22 полнометражных картины и 12 короткометражных. В программе «Особый взгляд» номинировалось 25 фильмов, а вне конкурса проходило 7 картин. В программе 35-й «Международной недели кинокритики» было показано 7 художественных фильмов и 7 короткометражных, а в секции «Две недели режиссёров» — 24 полнометражных и 4 короткометражных кинокартины. Участие в основной части фестиваля принимали работы режиссёров из 31 страны, для освещения событий 49-го кинофестиваля в Каннах было аккредитовано 3325 журналистов, представителей 71 страны, всего к отбору было представлено 28 672 киноработы из 90 стран.
Фестиваль открылся показом французского фильма «Насмешка».

## Жюри

### Основной конкурс
- Фрэнсис Форд Коппола, режиссёр, сценарист, продюсер ( США) — председатель
- Натали Бай, актриса ( Франция)
- Грета Скакки, актриса ( Италия)
- Михаэль Балльхаус, оператор ( Германия)
- Генри Чепьер, продюсер, телеведущий, кинокритик, журналист ( Франция)
- Атом Эгоян, режиссёр, сценарист, продюсер, актёр, монтажёр ( Канада)
- Эйко Исиока, дизайнер, художник кино ( Япония)
- Кшиштоф Пьесевич, сценарист ( Польша)
- Антонио Табукки, писатель ( Италия)
- Чан Ань Хунг, режиссёр, сценарист ( Франция)

### Золотая камера
- Даниэль Шмид, режиссёр театра и кино ( Швейцария) — сопредседатель жюри
- Франсуаза Фабиан, актриса ( Франция) — сопредседатель жюри
- Антуан Симкине, продюсер ( Франция)
- Джан Люка Фаринелли, кинолюбитель ( Италия)
- Ramón Font, режиссёр, продюсер, сценарист ( Испания)
- Sandrine Gady, каннский кинолюбитель ( Франция)

## Фильмы — участники фестиваля

### Основная программа
| Название                                  | Оригинальное название                           | Режиссёр              | Страна                                                 |
| ----------------------------------------- | ----------------------------------------------- | --------------------- | ------------------------------------------------------ |
| Автокатастрофа                            | Crash                                           | Дэвид Кроненберг      | Канада, Великобритания                                 |
| Вдаль уплывают облака                     | Kauas pilvet karkaavat                          | Аки Каурисмяки        | Финляндия                                              |
| Воры                                      | Les Voleurs                                     | Андре Тешине          | Франция                                                |
| Второй раз                                | La seconda volta                                | Миммо Калопрести      | Италия                                                 |
| День восьмой                              | Le huitième jour                                | Жако Ван Дормаль      | Бельгия, Франция, Великобритания                       |
| Земля                                     | Tierra                                          | Хулио Медем           | Испания                                                |
| Как я обсуждал... (мою сексуальную жизнь) | Comment je me suis disputé… (ma vie sexuelle)   | Арно Деплешен         | Франция                                                |
| Канзас-Сити                               | Kansas City                                     | Роберт Олтмен         | США, Франция                                           |
| Ловец солнца                              | The Sunchaser                                   | Майкл Чимино          | США                                                    |
| Луна-соблазнительница                     | Fēng yuè                                        | Чэнь Кайгэ            | Китай                                                  |
| Насмешка                                  | Ridicule                                        | Патрис Леконт         | Франция                                                |
| Никому не известный герой                 | Un héros très discret                           | Жак Одиар             | Франция                                                |
| Прощай, юг, прощай                        | Nánguó Zaìjiàn, Nánguó                          | Хоу Сяосянь           | Китай                                                  |
| Рассекая волны                            | Breaking the Waves                              | Ларс фон Триер        | Дания, Швеция, Франция, Нидерланды, Норвегия, Исландия |
| Слишком поздно                            | Prea târziu                                     | Лучиан Пинтилие       | Румыния                                                |
| Тайны и ложь                              | Secrets & Lies                                  | Майк Ли               | Франция, Великобритания                                |
| Тихая комната                             | The Quiet Room                                  | Рольф де Хер          | Австралия                                              |
| Три жизни и одна смерть                   | Trois vies et une seule mort                    | Рауль Руис            | Франция                                                |
| Ускользающая красота                      | Stealing Beauty, Beauté volée, Io ballo da sola | Бернардо Бертолуччи   | Франция, Великобритания, Италия                        |
| Фа́рго                                     | Fargo                                           | Джоэл Коэн, Итан Коэн | США, Великобритания                                    |
| Фургон                                    | The Van                                         | Стивен Фрирз          | Ирландия                                               |
| Po Di Sangui                              | Po Di Sangui                                    | Флора Гомес           | Франция, Гвинея-Бисау, Португалия, Тунис               |

### Вне конкурса
| Название                | Оригинальное название             | Режиссёр                     | Страна          |
| ----------------------- | --------------------------------- | ---------------------------- | --------------- |
| Девушка № 6             | Girl 6                            | Спайк Ли                     | США             |
| Избирательное сродство  | Le affinità elettive              | Паоло и Витторио Тавиани     | Италия, Франция |
| Микрокосмос             | Microcosmos: le peuple de l’herbe | Клод Нуридзани, Мари Перенну | Франция         |
| На игле                 | Trainspotting                     | Дэнни Бойл                   | Великобритания  |
| Не будите спящую собаку | Flirting with Disaster            | Дэвид О. Расселл             | США             |
| Сойти с ума             | Runaway Brain                     | Крис Бэйли                   | США             |
| Opening Day of Close-Up | Il giorno della prima di Close Up | Нанни Моретти                | Италия          |

### «Особый взгляд»
| Название                  | Оригинальное название    | Режиссёр            | Страна                                          |
| ------------------------- | ------------------------ | ------------------- | ----------------------------------------------- |
| Бесплодная земля          | The Waste Land           | Дебора Уорнер       | США                                             |
| Буэнос-Айрес наоборот     | Buenos Aires viceversa   | Алехандро Агрести   | Аргентина, Нидерланды                           |
| В поисках Ричарда         | Looking for Richard      | Аль Пачино          | США                                             |
| Габбех                    | Gabbeh                   | Мохсен Махмальбаф   | Иран, Франция                                   |
| Галоп                     | Cwał                     | Кшиштоф Занусси     | Польша                                          |
| Губы Жан-Пьера            | La bouche de Jean-Pierre | Люсиль Адзиалилович | Франция                                         |
| Интимный дневник          | The Pillow Book          | Питер Гринуэй       | Нидерланды, Великобритания, Франция, Люксембург |
| Ирма Веп                  | Irma Vep                 | Оливье Ассайас      | Франция                                         |
| Летняя сказка             | Conte d'été              | Эрик Ромер          | Франция                                         |
| Лулу                      | Lulu                     | Сринивас Кришна     | Канада                                          |
| Любовная серенада         | Love Serenade            | Ширли Баррет        | Австралия                                       |
| Моссан                    | Mossane                  | Сэйфи Фэй           | Германия, Сенегал                               |
| Нас мало                  | Few of Us                | Шарунас Бартас      | Португалия, Франция, Германия, Литва            |
| Никак не забыть           | No Way to Forget         | Ричард Франклэнд    | Австралия                                       |
| Паром                     | Pramis                   | Лайла Пакалныня     | Латвия                                          |
| Попутчица                 | Compagna di viaggio      | Петер Дель Монте    | Италия                                          |
| Почта                     | Pasts                    | Лайла Пакалныня     | Латвия                                          |
| Роковая восьмёрка         | Sydney                   | Пол Томас Андерсон  | США                                             |
| Суббота на Земле          | Un samedi sur la terre   | Диана Бертран       | Франция                                         |
| Сыновья                   | Some Mother’s Son        | Терри Джордж        | Ирландия, США                                   |
| Ублюдок из Каролины       | Bastard Out of Carolina  | Анжелика Хьюстон    | США                                             |
| Фурби                     | Fourbi                   | Ален Таннер         | Швейцария, Франция                              |
| Хайфа                     | Haïfa                    | Рашид Машарави      | Палестина, Нидерланды, Германия                 |
| Чужие похороны            | The Pallbearer           | Мэтт Ривз           | США                                             |
| Я стреляла в Энди Уорхола | I Shot Andy Warhol       | Мэри Хэррон         | Великобритания, США                             |

## Награды

#### Основной конкурс
- «Золотая пальмовая ветвь» — «Тайны и ложь», реж. Майк Ли ( Франция,  Великобритания)
- Гран-при — «Рассекая волны», реж. Ларс фон Триер ( Дания,  Швеция,  Франция,  Нидерланды,  Норвегия,  Исландия)
- Лучший режиссёр — Джоэл и Итан Коэны за «Фарго» ( США,  Великобритания)
- Лучший сценарий — Ален Ле Анри, Жак Одиар за «Никому не известный герой» ( Франция)
- Лучшая актриса — Бренда Блетин за «Тайны и ложь» ( Великобритания)
- Лучший актёр — Даниель Отой и Паскаль Дюкенн за «День восьмой» ( Бельгия,  Франция,  Великобритания)
- Особый Приз жюри — «Автокатастрофа», реж. Дэвид Кроненберг ( Канада,  Великобритания)

 Экуменическое жюри 
- Приз экуменического (христианского) жюри — «Тайны и ложь», реж. Майк Ли ( Франция,  Великобритания)
  - Специальное упоминание — «Кочевая жизнь», реж. Линь Чэншэн ( Китайская Республика)
  - Специальное упоминание — «Вдаль уплывают облака», реж. Аки Каурисмяки ( Финляндия)